# Associazione Calcio Città di Castello 1979-1980
Questa voce raccoglie le informazioni riguardanti l'Associazione Calcio Città di Castello nelle competizioni ufficiali della stagione 1979-1980.

## Rosa
| N. |                   | Ruolo | Calciatore         |
| -- | ----------------- | ----- | ------------------ |
|    | Italia (bandiera) | A     | Stefano Bacchi     |
|    | Italia (bandiera) | D     | Silvestro Baldacci |
|    | Italia (bandiera) | C     | Lucio Bernardini   |
|    | Italia (bandiera) |       | Bernicchi          |
|    | Italia (bandiera) | C     | Massimo Bistarelli |
|    | Italia (bandiera) | D     | Mario Boncompagni  |
|    | Italia (bandiera) | P     | Fabrizio Carini    |
|    | Italia (bandiera) | D     | Mario Catalucci    |
|    | Italia (bandiera) | P     | Fabrizio Cerini    |
|    | Italia (bandiera) | D     | Antonio Donato     |
|    | Italia (bandiera) | D     | Fabrizio Fortuni   |

| N. |                   | Ruolo | Calciatore         |
| -- | ----------------- | ----- | ------------------ |
|    | Italia (bandiera) | C     | Agatino Giustolisi |
|    | Italia (bandiera) | A     | Gianluca Luconi    |
|    | Italia (bandiera) | D     | Giuliano Mambrini  |
|    | Italia (bandiera) | C     | Luca Moretti       |
|    | Italia (bandiera) | D     | Dante Selvi        |
|    | Italia (bandiera) | C     | Mirco Tinucci      |
|    | Italia (bandiera) | D     | Sandro Tosti       |
|    | Italia (bandiera) | A     | Mario Trevani      |
|    | Italia (bandiera) | A     | Paolo Valori       |
|    | Italia (bandiera) | P     | Sauro Zanchi       |